# Chrysobothris gowdeyi
Chrysobothris gowdeyi es una especie de escarabajo del género Chrysobothris, familia Buprestidae. Fue descrita científicamente por Fisher en 1928.